# Tetramorium rigidum
Tetramorium rigidum är en myrart som beskrevs av Bolton 1977. Tetramorium rigidum ingår i släktet Tetramorium och familjen myror. Inga underarter finns listade i Catalogue of Life.